# Magstræde
Magstræde er en gade i Indre By i København. Den strækker sig fra Rådhusstræde til Knabrostræde, og øst herfor fortsætter gaden som Snaregade. Husene i Magstræde blev kun delvist ramt af Københavns brand i 1728[kilde mangler] og undgik helt branden i 1795.[kilde mangler] Gaden indeholder derfor nogle af de ældste borgerhuse i København.
Strædet var omkring 1900 sæde for prostitution.
Magstræde er en af de få tilbageværende gader i København, der i dag er brolagt. Alle huse i gaden er fredet, bortset fra nr. 4 og nr. 10.

## Ejendomme i gaden
- Magstræde 3 har byens ældste gadedør fra 1730'erne [3]
- Nr. 6 ("Hofsnedkerens gård" efter den dygtige Schaeffer)[4] er opført i 1733-1734 af murermester Philip de Lange (1704-1766). Ejendommen gennemgik en prisbelønnet renovering i 1976. Historikeren og embedsmanden Ove Malling (1748-1829) boede i nr. 6 i perioden 1776-1780. Ejendommen bebos i dag af en række erhvervslejere, bl.a. Rossini Caviar. I nr. 6 skete der i 1944 et uopklaret mord på enkefru Ane Margrethe Nielsen. Hun blev fundet død i sin lejlighed den 28. januar 1944.[5] Ejendommen benævnes også Struensees Gård.[6]
- I nr. 10 boede komponisten Sarti
- I 14 ligger kulturhuset Huset
- Gorm's Pizza ligger i nr. 16. Restaurant Abelone havde til huse i nr. 16 fra 1975 frem til slutningen af 90'erne. I begyndelsen af 1900-tallet lå et bordel på adressen. Huset har også rummet bryggeri og traktørsted.[7]
- Nr. 17-19 er tvillingehuse opført omkring 1640 og er blandt de ældste eksisterende borgerhuse i København. Gennem gården er adgang til Nybrogade 30. Guldhornstyven Niels Heidenreich var i en periode logerende i nr. 19, hvor han ernærede sig som falskmøntner.[8]

## Eksterne links
- Omtale af Magstræde Arkiveret 2. april 2015 hos  Wayback Machine på indenforvoldene.dk

55°40′35.12″N 12°34′31.73″Ø / 55.6764222°N 12.5754806°Ø